# 皮拉波拉
皮拉波拉是巴西米纳斯吉拉斯州的一个市镇。总面积575.46平方公里，总人口51636人，人口密度89.7人/平方公里。